# Кшиштоф Пйонтек
Кшиштоф Пйонтек (пол. Krzysztof Piątek, нар. 1 липня 1995, Дзержонюв) — польський футболіст, нападник турецького клубу «Істанбул ББ» та національної збірної Польщі.

## Клубна кар'єра

### Початок кар'єри
Народився 1 липня 1995 року в місті Дзержонюв. Вихованець юнацьких команд футбольних клубів «Дзевйонтка» та «Лехія» з рідного міста.
У 2012 році він дебютував за основний склад «Лехії» в одному з нижчих дивізіонів Польщі. У 2013 році Кшиштоф перейшов у «Заглемб'є» з Любліна. 18 травня в матчі проти «Краковії» він дебютував у польській Екстракласі. За підсумками сезону команда вилетіла в Першу лігу Польщі, але Пйонтек залишився в клубі. І в першому ж сезоні (2014/15) зайняв з командою перше місце та повернувся у вищий дивізіон, провівши там з клубом ще два роки.
У серпні 2016 року за 500 000 злотих перейшов до «Краковії», підписавши чотирирічний контракт. 9 вересня в матчі проти «Лехії» (Гданськ) дебютував за нову команду. 2 жовтня в поєдинку проти «Корони» з Кельців зробив дубль, забивши свої перші голи за «Краковію». У новій команді став основним бомбардиром, забивши у першому сезоні 11 голів, а у другому — 21 м'яч, ставши третім бомбардиром місцевого чемпіонату і найкращим серед поляків.

### «Дженоа»
Влітку 2018 року перейшов в італійський клуб «Дженоа» за 4 млн євро. Дебютував 11 серпня в матчі Кубку Італії проти «Лечче», забивши усі чотири голи своєї команди, завдяки чому став першим в історії гравцем генуезців, що забив чотири голи в одному матчі цього турніру. 26 серпня в матчі проти «Емполі» (2:1) дебютував у італійській Серії A, забивши свій перший гол у місцевому чемпіонаті. В перших чотирьох матчах Пентек забив п'ять голів, повторивши досягнення Андрія Шевченка у сезоні 1999/00.
Під час свого наступного матчу, перемоги 2:0 над «К'єво», він забив свій 10-й гол за клуб в усіх змаганнях і став першим гравцем у європейських лігах, що досягнув такого результату у сезоні. 30 вересня Пйонтек забив м'яч у грі чемпіонату проти «Фрозіноне» (2:1), встановивши результат 8 м'ячів у шести матчах, що стало найкращим стартом сезону з часів Карла Оге Хансена в сезоні 1949/50. У своєму наступному матчі проти «Парми» поляк знову відзначився голом і став першим гравцем після Габрієля Батістути в сезоні 1994/95, що забивав у кожному з перших семи матчів у Серії А.

### «Мілан»
За півроку забив за «Дженоа» 19 голів у 21 матчі усіх турнірів, привернувши увагу грандів європейського футболу. Вже у вересні 2019 року про укладання розрахованого на 4,5 роки контракту з польським нападником оголосив «Мілан», який шукав заміну Гонсало Ігуаїну і якому трансфер обійшовся в орієнтовні 35 мільйноів євро. Розпочав виступи за нову команду також надзвичайно потужно. Свій перший гол за «россонері» забив вже у другому матчі, який був для нього першим у стартовому складі. Загалом відзначався бодай одним голом у трьох перших матчах за «Мілан», в яких виходив у стартовому складі, що не вдавалося жодному гравцю команди з 2013 року, коли аналогічним чином починав кар'єру у клубі Маріо Балотеллі. Загалом у перших п'яти іграх за «Мілан» відзначився шістьма голами, перевершивши досягнення легенди клубу Нільса Лідгольма.
Загалом до завершення сезону 2018/19 у 18 матчах Серії A відзначився дев'ятьма голами. Наступного сезону результативність поляка знизилася, за ту ж кількість ігор першості у першій її половині відзначився лише чотирма забитими м'ячами.

### «Герта»
У січні 2020 року нападник за орієнтовні 27 мільйонів євро перейшов до берлінської «Герти», яка уклала з ним контракт до червня 2025 року. У новому клубі став стабільним гравцем основного складу і провів у такому статусі наступні півтора роки. Утім із початком сезону 2021/22 дедалі рідше з'являвся на футбольному полі, а на другу його половину був відданий в оренду до «Фіорентіни».
Наступний сезон 2022/23 відіграв також в оренді в Італії, цього разу у складі «Салернітани».

### «Істанбул ББ»
Влітку 2023 року гравець узгодов із «Гертою» передчасне припинення дії контракту і невдовзі уклав трирічну угоду із турецьким клубом «Істанбул ББ».

## Виступи за збірні
У червні 2015 року дебютував за молодіжну збірну Польщі до 20 років під час товариського матчу з Словаччиною. Чотири місяці потому він зробив дебют і за команду U-21 в грі проти Ізраїлю, забивши гол на 53 хвилині. У червні 2017 року Кшиштоф потрапив у заявку на домашній молодіжний чемпіонат Європи 2017 року. Під час турніру він з'являвся у всіх трьох матчах групового етапу, проте його команда не вийшла в плей-оф. Всього на молодіжному рівні зіграв у 18 офіційних матчах, забив 3 голи.
11 вересня 2018 року в товариському матчі проти збірної Ірландії Пйонтек дебютував за національну збірну Польщі. 11 жовтня в поєдинку Ліги націй проти збірної Португалії він забив свій перший гол за національну команду.

## Статистика виступів

### Статистика клубних виступів
Станом на 3 транвя 2025
| Сезон                        | Команда                      | Чемпіонат                    | Чемпіонат | Чемпіонат | Національний кубок | Національний кубок | Національний кубок | Континентальні кубки | Континентальні кубки | Континентальні кубки | Інші змагання | Інші змагання | Інші змагання | Усього | Усього |
| Сезон                        | Команда                      | Ліга                         | Ігор      | Голів     | Ліга               | Ігор               | Голів              | Ліга                 | Ігор                 | Голів                | Ліга          | Ігор          | Голів         | Ігор   | Голів  |
| ---------------------------- | ---------------------------- | ---------------------------- | --------- | --------- | ------------------ | ------------------ | ------------------ | -------------------- | -------------------- | -------------------- | ------------- | ------------- | ------------- | ------ | ------ |
| 2012–13                      | «Лехія» (Дзерджонюв)         | 3Л (IV)                      | 6         | 0         | КП                 | 0                  | 0                  | -                    | -                    | -                    | -             | -             | -             | 6      | 0      |
| 2013–14                      | «Заглемб'є» (Любін)          | EK                           | 4         | 0         | КП                 | 0                  | 0                  | -                    | -                    | -                    | -             | -             | -             | 4      | 0      |
| 2014–15                      | «Заглемб'є» (Любін)          | 1Л (ІІ)                      | 30        | 8         | КП                 | 1+2                | 0+1                | -                    | -                    | -                    | -             | -             | -             | 33     | 9      |
| 2015–16                      | «Заглемб'є» (Любін)          | EK                           | 33        | 6         | КП                 | 3                  | 2                  | -                    | -                    | -                    | -             | -             | -             | 36     | 8      |
| 2016–17                      | «Заглемб'є» (Любін)          | EK                           | 5         | 1         | КП                 | 1                  | 0                  | ЛЄ                   | 6                    | 0                    | -             | -             | -             | 12     | 1      |
| Усього за «Заглембє» (Любін) | Усього за «Заглембє» (Любін) | Усього за «Заглембє» (Любін) | 72        | 15        |                    | 7                  | 3                  |                      | 6                    | 0                    |               | -             | -             | 85     | 18     |
| 2016–17                      | «Краковія»                   | EK                           | 27        | 11        | КП                 | 0                  | 0                  | ЛЄ                   | 0                    | 0                    | -             | -             | -             | 27     | 11     |
| 2017–18                      | «Краковія»                   | EK                           | 36        | 21        | КП                 | 2                  | 0                  | -                    | -                    | -                    | -             | -             | -             | 38     | 21     |
| Усього за «Краковію»         | Усього за «Краковію»         | Усього за «Краковію»         | 63        | 32        |                    | 2                  | 0                  |                      | 0                    | 0                    |               | -             | -             | 65     | 32     |
| 2018–січ. 2019               | «Дженоа»                     | A                            | 19        | 13        | КІ                 | 2                  | 6                  | -                    | -                    | -                    | -             | -             | -             | 21     | 19     |
| січ.-черв. 2019              | «Мілан»                      | A                            | 18        | 9         | КІ                 | 3                  | 2                  | -                    | -                    | -                    | -             | -             | -             | 21     | 11     |
| 2019-січ. 2020               | «Мілан»                      | A                            | 18        | 4         | КІ                 | 2                  | 1                  | -                    | -                    | -                    | -             | -             | -             | 20     | 5      |
| Усього за «Мілан»            | Усього за «Мілан»            | Усього за «Мілан»            | 36        | 13        |                    | 5                  | 3                  |                      | 0                    | 0                    |               | 0             | 0             | 41     | 16     |
| січ.-черв. 2020              | «Герта»                      | БЛ                           | 15        | 4         | КН                 | 1                  | 1                  | -                    | -                    | -                    | -             | -             | -             | 16     | 5      |
| 2020–21                      | «Герта»                      | БЛ                           | 32        | 7         | КН                 | 0                  | 0                  | -                    | -                    | -                    | -             | -             | -             | 32     | 7      |
| 2021–січ. 22                 | «Герта»                      | БЛ                           | 9         | 1         | КН                 | 1                  | 0                  | -                    | -                    | -                    | -             | -             | -             | 10     | 1      |
| Усього за «Герту»            | Усього за «Герту»            | Усього за «Герту»            | 56        | 12        |                    | 2                  | 1                  |                      | 0                    | 0                    |               | 0             | 0             | 58     | 13     |
| січ.-черв. 2022              | «Фіорентіна»                 | A                            | 14        | 3         | КІ                 | 4                  | 3                  | -                    | -                    | -                    | -             | -             | -             | 18     | 6      |
| 2022–23                      | «Салернітана»                | A                            | 33        | 4         | КІ                 | -                  | -                  | -                    | -                    | -                    | -             | -             | -             | 33     | 4      |
| 2023–24                      | «Істанбул ББ»                | СЛ                           | 34        | 17        | КТ                 | 2                  | 0                  | -                    | -                    | -                    | -             | -             | -             | 36     | 17     |
| 2024–25                      | «Істанбул ББ»                | СЛ                           | 30        | 21        | КТ                 | 3                  | 1                  | ЛК                   | 12                   | 9                    | -             | -             | -             | 45     | 31     |
| Усього за «Істанбул ББ»      | Усього за «Істанбул ББ»      | Усього за «Істанбул ББ»      | 64        | 38        |                    | 5                  | 1                  |                      | 12                   | 9                    |               | 0             | 0             | 81     | 48     |
| Усього за кар'єру            | Усього за кар'єру            | Усього за кар'єру            | 363       | 130       |                    | 27                 | 17                 |                      | 18                   | 9                    |               | 0             | 0             | 330    | 109    |

### Статистика виступів за збірну
Станом на 4 вересня 2023
| Дата       | Місто            | Господарі          | Результат | Гості                | Турнір                               | Голи | Примітки |
| ---------- | ---------------- | ------------------ | --------- | -------------------- | ------------------------------------ | ---- | -------- |
| 11-9-2018  | Вроцлав          | Польща             | 1 – 1     | Ірландія             | товариський матч                     | -    | 61'      |
| 11-10-2018 | Хожув            | Польща             | 2 – 3     | Португалія           | Ліга націй УЄФА 2018-2019 - 1-й етап | 1    |          |
| 21-3-2019  | Відень           | Австрія            | 0 – 1     | Польща               | Відбір до ЧЄ 2020                    | 1    | 59'      |
| 24-3-2019  | Варшава          | Польща             | 2 – 0     | Латвія               | Відбір до ЧЄ 2020                    | -    | 25' 87'  |
| 7-6-2019   | Скоп'є           | Північна Македонія | 0 – 1     | Польща               | Відбір до ЧЄ 2020                    | 1    | 46'      |
| 10-6-2019  | Варшава          | Польща             | 4 – 0     | Ізраїль              | Відбір до ЧЄ 2020                    | 1    | 73'      |
| 6-9-2019   | Любляна          | Словенія           | 2 – 0     | Польща               | Відбір до ЧЄ 2020                    | -    | 76'      |
| 10-10-2019 | Рига             | Латвія             | 0 – 3     | Польща               | Відбір до ЧЄ 2020                    | -    | 60'      |
| 13-10-2019 | Варшава          | Польща             | 2 – 0     | Північна Македонія   | Відбір до ЧЄ 2020                    | -    | 90+2'    |
| 16-11-2019 | Єрусалим         | Ізраїль            | 1 – 2     | Польща               | Відбір до ЧЄ 2020                    | 1    | 70'      |
| 4-9-2020   | Амстердам        | Нідерланди         | 1 – 0     | Польща               | Ліга націй УЄФА 2020-2021 - 1-й етап | -    | 21' 63'  |
| 7-10-2020  | Гданськ          | Польща             | 5 – 1     | Фінляндія            | товариський матч                     | 1    | 71'      |
| 14-10-2020 | Вроцлав          | Польща             | 3 – 0     | Боснія і Герцеговина | Ліга націй УЄФА 2020-2021 - 1-й етап | -    | 64'      |
| 11-11-2020 | Хожув            | Польща             | 2 – 0     | Україна              | товариський матч                     | 1    |          |
| 18-11-2020 | Хожув            | Польща             | 1 – 2     | Нідерланди           | Ліга націй УЄФА 2020-2021 - 1-й етап | -    | 46'      |
| 25-3-2021  | Будапешт         | Угорщина           | 3 – 3     | Польща               | Відбір до ЧС 2022                    | 1    | 59'      |
| 28-3-2021  | Варшава          | Польща             | 3 – 0     | Андорра              | Відбір до ЧС 2022                    | -    |          |
| 31-3-2021  | Лондон           | Англія             | 2 – 1     | Польща               | Відбір до ЧС 2022                    | -    | 76'      |
| 9-10-2021  | Варшава          | Польща             | 5 – 0     | Сан-Марино           | Відбір до ЧС 2022                    | 1    | 46'      |
| 12-11-2021 | Андорра-ла-Велья | Андорра            | 1 – 4     | Польща               | Відбір до ЧС 2022                    | -    | 64'      |
| 15-11-2021 | Варшава          | Польща             | 1 – 2     | Угорщина             | Відбір до ЧС 2022                    | -    | 65'      |
| 24-3-2022  | Глазго           | Шотландія          | 1 – 1     | Польща               | товариський матч                     | 1    | 27'      |
| 11-6-2022  | Роттердам        | Нідерланди         | 2 – 2     | Польща               | Ліга націй УЄФА 2022-2023 - 1-й етап | -    |          |
| 25-9-2022  | Кардіфф          | Уельс              | 0 – 1     | Польща               | Ліга націй УЄФА 2022-2023 - 1-й етап | -    | 65'      |
| 16-11-2022 | Варшава          | Польща             | 1 – 0     | Чилі                 | товариський матч                     | 1    | 59' 89'  |
| 26-11-2022 | Ер-Раян          | Польща             | 2 – 0     | Саудівська Аравія    | ЧС 2022 - 1-й етап                   | -    | 71'      |
| 30-11-2022 | Доха             | Польща             | 0 – 2     | Аргентина            | ЧС 2022 - 1-й етап                   | -    | 84'      |
| Усього     |                  | Матчів             | 27        |                      | Голів                                | 11   |          |